# Troglohyphantes microcymbium
Troglohyphantes microcymbium är en spindelart som beskrevs av Carlo Pesarini 200. Troglohyphantes microcymbium ingår i släktet Troglohyphantes och familjen täckvävarspindlar.
Artens utbredningsområde är Italien. Inga underarter finns listade i Catalogue of Life.